# Povijest hrvatskog kazališta

### Srednjovjekovno kazalište
Prve, oskudne podatke o počecima kazališne prakse u Hrvatskoj daju nam liturgijske drame sačuvane u obrednicima. One su isključivo pisane na latinskom jeziku kao npr. Tractus stellae u obredniku zagrebačke stolne crkve iz 11. stoljeća.
Usporedo s liturgijskom praksom javlja se i svjetovna, u počecima povezana s putujućim glazbenicima i zabavljačima koji su kao pojedinci ili družine izvodili svoje vještine tijekom crkvenih blagdana, krunidbi, na svadbama ili u pokladnim povorkama.
Liturgijsku dramu su uskoro potisnula prikazanja ili skazanja, koja su se razvila iz pučkih pobožnosti, dijaloških pjesama i tzv. plačeva. Obzirom na tematiku dijelimo ih na: mirakl ili mirakul (legende o svecima i čudesima); pasija, misterij ili muka (legende o mukama Isusovim ili stradanjima svetaca) ; moralitet (kršćanskomoralna poučavanja).
Poluliturgijski dramski prikazi donose i neke svoje osobitosti: pozornicu je predstavljao podij ili pulpit, podignut obično pred crkvom te podijeljen na nekoliko prizorišta odnosno kućica - tzv. mansioni. Takav raspored uvjetovao je uzdužno kretanje glumaca.

### Renesansno kazalište
Renesansno kazalište donosi i prva organizirana, autorska kazališna zbivanja pretežno u Dubrovniku i Hvaru te s tragovima kazališnih zbivanja u Korčuli i na đačkim, javnim predstavama u Zagrebu (na latinskom jeziku).
Renesansno kazalište donosi procvat dramske literature. Doba je to kad stvaraju Mavro Vetranović, Nikola Nalješković, Marin Držić, Hanibal Lucić, Martin Benetović i mnogi drugi. Snažan je uticaj talijanskog kazališnog života što se očituje tematikom predstava te kazališnim nazivljem.
Simultanu pozornicu na otvorenom zamjenjuje "dublja" pozornica u zatvorenom prostoru nastala zbog glumčevog kretanja u okomitom smjeru u odnosu na publiku. Uvodi se tipizirani scenografski sustav s određenim aspektima za tragičnu, komičnu ili pastirsku prikazbu. Osnivaju se i mnoge amaterske kazališne družine.

### Barokno kazalište
Do 17. stoljeća, kazališne predstave se odvijaju po skoro cijelom hrvatskom području no i dalje prednjači Dubrovnik. Izuzev starih kazališnih vrsta (crkvena drama, pastirska igra, komedija...) pojavljuju se i nove: melodrama i glazbena pastorala (Ivan Gundulić, Junije Palmotić) te trionfe i anonimne komedije s vidljivim uticajima komedije dell' arte. Glazba dobiva sve veću ulogu, a u nekim predstavama se pojavljuje u tolikom omjeru da se gotovo može upotrebiti termin opera.
Pozornica poprima oblik tkz. pozornice kutije. Takva scena zahtijeva i novu vrst opreme (dekor, kostim, rasvjetu.) pa čak i povećani broj izvođaća. Oprema postaje sve raskošnija te obogaćena i fanatastičnim scenskim efektima prilagođenim tematici predstava: planine i mora se rastavljaju, pojavljuju se anđeli ili paklene nemani, bogovi silaze s nebesa... Pojedine izvedbe postaju toliko zahtjevne da se pojavljuje potreba za tiskanim priručnicima (prevedenima s talijanskog jezika) koji se bave rješenjima scenskog prostora s opisima nadstroplja, užišta, propadališta i rasvjetnih tijela.

### Kazalište 18. i 19. stoljeća
Ovaj dio hrvatske kazališne povijesti mogao bi se podijeliti na dva dijela pri čemu bi točka razdvojbe bila 1834. godina, odnosno otvorenje prvog pravog kazališnog prostora na Markovu trgu. Do tada, predstave su se odvijale u raznim prostorima i većinu ih je karakterizirao sve profesionalniji pristup kazalištu. Kao nasljeđe baroka zadržala se spektakularnost što dovodi do sve raskošnijih kostima te inventivnijih scenskih rješenja. Tiskaju se i prvi kazališni programi, a u kazališni život se uključuje i sve više gradova (Split, Trogir, Šibenik, Zadar, Senj, Rijeka, Karlovac... Dubrovnik i dalje drži primat u dramskom stvaralaštvu no smanjuje se količina izvornog dramskog pisanja, a s velikim žarom se prevodi i prerađuje Moliere (tzv. frančezarije). U sjevernoj Hrvatskoj veći dio kazališnog života vezan je uz školska kazališta pojedinih svećeničkih redova u čemu su najaktivniji isusovci (Zagreb, Varaždin, Požega, Osijek, Rijeka...), franjevci (Osijek, Slavonski Brod, Vukovar...) i pavlini (Senj).
Jedna od prvih predstava koja je izrjekom izvedena na hrvatskome jeziku, bila je »Cyrus in solium vocatur« (Cir pozvan na prijestolje), 1766. godine.
Na prijelazu iz 18. u 19. stoljeće događa se i procvjat dramske produkcije na kajkavskom jeziku pri čemu je najznačajniji autor Tituš Brezovački čija se djela učestalo tiskaju i izvode.
Nakon gorenavedene 1834. godine, kazališni život u Hrvatskoj polako, ali sigurno postaje profesionaliziran. Usprkos svim političkim i materijalnim teškoćama, ono prestaje biti usmjereno isključivo regionalno već se pretvara u jednistveno, nacionalno glumište pri čemu najveće zasluge imaju tri velika imena: Dimitrije Demeter, August Šenoa i Stjepan Miletić.
Devetnaesto stoljeće obilježava i snažan utjecaj njemačkog kazališta što se očituje i u kazališnom nazivlju no i u stjecanju profesionalnih radnih navika te strukturi kazališne organizacije. Osim toga, mnogi naši glumci i kazališni djelatnici prva iskustva steču gledajući gostovanja njemačkih kazališnih družina ili sami odlaze u Njemačku i Austriju učiti iz prve ruke.

## Poveznice
- Hrvatska književnost
- Hrvatska umjetnost
- Hrvatska glazba
- Likovna umjetnost u Hrvatskoj
- Hrvatski film
- Hrvatska arhitektura